# Nuovo Centrodestra - Unione di Centro
Nuovo Centrodestra - Unione di Centro (NCD-UdC) è stata una lista elettorale italiana di orientamento cristiano democratico e liberale presentatasi alle elezioni europee del 2014 con l'obiettivo di superare la soglia di sbarramento del 4% dei voti, costituita dal Nuovo Centrodestra di Angelino Alfano e dall'Unione di Centro di Pier Ferdinando Casini, a sostegno della candidatura dell'esponente lussemburghese del PPE Jean-Claude Juncker a Presidente della Commissione Europea.

## Storia
In vista delle elezioni europee del 25 maggio 2014, NCD si allea con l'UdC di Pier Ferdinando Casini promuovendo una lista comune con un simbolo riconoscibile e nel solco del Partito Popolare Europeo.  I Popolari per l'Italia di Mario Mauro, inizialmente coinvolto nel progetto di "riunire i moderati", il 10 aprile 2014 hanno ufficialmente rifiutato l'alleanza con NCD e UdC, in quanto considerata una "mossa da vecchia politica": in un secodno momento il partito di Mauro ha comunque ottenuto l'inserimento di cinque propri candidati (Pietro Sbaraini, Matteo Forte, Domenico Rossi, Tommaso Scotto e Simone Venturini); nessuno di loro è stato eletto (anche se i voti da loro raccolti sono stati determinanti per il superamento della soglia di sbarramento).
La lista ottiene il 4,38% dei voti, quindi riesce a superare lo sbarramento eleggendo tre europarlamentari. Gli eletti sono due del Nuovo Centrodestra, Maurizio Lupi nella circoscrizione nord-occidentale (che si dimette immediatamente per rimanere ministro delle infrastrutture, lasciando il seggio a Massimiliano Salini) e Giovanni La Via nella circoscrizione isole; mentre l'eletto dell'Unione di Centro è Lorenzo Cesa, nella circoscrizione dell'Italia meridionale.

## Risultati elettorali
|              | Voti      | %    | Seggi |
| ------------ | --------- | ---- | ----- |
| Europee 2014 | 1 202 350 | 4,38 | 3     |